# Paida
Paida is een geslacht van vlinders van de familie uilen (Noctuidae), uit de onderfamilie Agaristinae.

## Soorten
- P. ansorgei Jordan, 1904
- P. haemaplaga Hampson, 1910
- P. pulchra (Trimen, 1863)